# Masahiro Yanagida
Masahiro Yanagida (japanisch 柳田 将洋, Yanagida Masahiro; * 6. Juli 1992 in Edogawa, Tokio) ist ein japanischer Volleyballspieler.

## Karriere
Yanagida begann im Alter von sieben Jahren mit dem Volleyball. Nach seinem Abschluss an der Tōyō-Oberschule in Chiyoda begann er 2011 ein Studium an der Keiō-Universität. 2013 gab der Außenangreifer sein Debüt in der japanischen Nationalmannschaft. 2014 wechselte er nach Osaka zum Erstligisten Suntory Sunbirds. Mit der Nationalmannschaft wurde er Sechster beim World Cup. Im gleichen Jahr wurde er Asienmeister. 2017 spielte er mit Japan in der Weltliga und wurde erneut Asienmeister. Anschließend wurde er als erster japanischer Spieler vom deutschen Bundesligisten Volleyball Bisons Bühl verpflichtet. Mit dem Verein erreichte er das DVV-Pokalfinale, bevor Bühl als Tabellenachter im Viertelfinale der Bundesliga-Playoffs ausschied. Mit Japan nahm er an der Nations League 2018 teil. Bei der Weltmeisterschaft schied die Mannschaft im gleichen Jahr nach der ersten Gruppenphase aus. Anschließend wechselte Yanagida zum polnischen Erstligisten Cuprum Lubin. 2019 wurde er vom Bundesligisten United Volleys Frankfurt verpflichtet. Mit Japan spielte er beim World Cup 2019. 2020 kehrte Yanagida zurück nach Japan zu den Suntory Sunbirds.